# France 3
Pour l’article homonyme, voir France Régions 3.
France 3 parfois identifiée par le logo « ici » est une chaîne de télévision généraliste française de service public à vocation régionale, lancée le 7 septembre 1992. Historiquement créée avec la dénomination Troisième chaîne couleur de l'ORTF ou C3 le 31 décembre 1972 puis devenue France Régions 3 alias FR3, le 6 janvier 1975, l'antenne fait partie du groupe audiovisuel public France Télévisions.
Classée le plus souvent troisième chaîne de France en audience sauf entre 2011 et 2017 où elle est devancée par M6, France 3 est notamment retransmise sur la TNT française, le satellite, le câble, la télévision IP et en streaming par internet. La chaîne est également disponible dans certains pays limitrophes et ses programmes sont partiellement repris par la chaîne internationale francophone TV5 Monde.
Sa couleur d'identification au sein du groupe de télévision public est le bleu et elle se retrouve sur l'ensemble de son habillage d'antenne.

## Historique de la chaîne

### De C3, troisième chaîne couleur de l'ORTF à France Régions 3
La troisième chaîne couleur de l'ORTF émet pour la première fois le 31 décembre 1972. Ce même jour à 19 h et après un court générique, le premier journal télévisé de cette nouvelle chaîne "Inter 3" présenté par Jean-Claude Bourret est retransmis depuis le studio 135 de la Maison de la Radio à Paris. Cinq journalistes de France-Inter, sont sélectionnés pour devenir, deux jours par semaine, les présentateurs de la Troisième chaîne couleur de l'ORTF : Dominique Bromberger, Philippe Harrouard, Yves Mourousi, Régis Faucon et Jean-Claude Bourret.
À la suite de l'éclatement de l'Office de radiodiffusion-télévision française (ORTF) fin 1974, elle laisse la place le 6 janvier 1975 à la nouvelle société nationale de programme France Régions 3 (FR3).
La loi du 2 août 1989 institue une présidence commune des deux chaînes publiques, Antenne 2 et France Régions 3, tout en maintenant une séparation juridique des deux chaînes. Le but est de promouvoir une stratégie commune et d'assurer la complémentarité des programmes entre les deux chaînes afin de faire face à la montée en puissance des groupes privés TF1 et M6 ainsi qu'au développement des chaînes thématiques.

### Depuis 1992: France 3
Le 7 septembre 1992, Antenne 2 et France Régions 3 changent de nom et deviennent respectivement France 2 et France 3. Les deux chaînes sont désormais regroupées au sein d'une nouvelle entité dénommée France Télévision, qui n'a cependant pas d'existence juridique,.
Le 16 décembre 1996, à l'occasion du lancement du bouquet satellite TPS, France Télévision crée France 3 Sat, un programme national diffusé sur le satellite lors des périodes dévolues aux décrochages régionaux. Jusqu'alors, des génériques des programmes se succèdent en boucle. Le programme sera rebaptisé France 3 Régions le 6 décembre 2012.
Le 7 janvier 2002, France Télévisions dévoile sa nouvelle identité visuelle qui doit donner plus d'homogénéité à ses chaînes. France 3 est dotée d'un nouveau logo et se voit attribuer la couleur bleue pour son habillage d'antenne,. Cette même année, la chaîne cesse de fermer son antenne la nuit et se met à diffuser des programmes en continu.
La loi no 2009-258 du 5 mars 2009 transforme au 4 janvier 2010 le groupe France Télévisions en une entreprise commune, société nationale de programme, par fusion-absorption de la quarantaine de sociétés qui composent jusque-là le groupe holding. France 3, comme ses chaînes sœurs, est désormais directement éditée par France Télévisions. De plus, la loi entérine la suppression de la publicité du service public entre 20 h et 6 h, déjà effective depuis le 5 janvier 2009. Les programmes de première partie de soirée débutent désormais à 20 h 35 au lieu de 20 h 50 auparavant. Cette mesure ne concerne cependant pas les décrochages régionaux et locaux de France 3,.
Dans le cadre de cette réforme, France 3 réorganise son réseau régional. Les 13 directions régionales sont remplacées par 4 pôles de gouvernance : Nord-Est à Strasbourg, Nord-Ouest à Rennes, Sud-Ouest à Bordeaux et Sud-Est à Marseille ; à l'exception de la Corse qui conserve une direction territoriale. Les 24 rédactions régionales deviennent 24 antennes de proximité, produisant désormais des programmes télévisés en plus de l'information régionale, dans le but de créer 24 web TV régionales. La chaîne conserve ses 101 implantations locales et ses 4 700 salariés,. Cette réorganisation est désapprouvée par une partie des salariés ainsi que par certains politiques.
En septembre 2012, la direction de France Télévisions annonce l'unification des rédactions de France 2, France 3 national et Francetv info à l'horizon 2015 afin de « s'adapter à la nouvelle concurrence d'Internet, des chaînes info, de la télé connectée, des smartphones... » Les syndicats de la rédaction nationale de France 3 sont particulièrement opposés à ce projet, craignant la perte d'identité de leur chaîne et la mise en place d'un plan social,.
Le 1er juillet 2014, Anne Brucy remet au Ministère de la Culture et de la Communication son rapport sur l'avenir de France 3. Elle écarte l'idée de remplacer la chaîne nationale et ses décrochages régionaux par plusieurs chaînes totalement régionales, mais conseille de proposer des programmes régionaux plus ambitieux. De plus, elle préconise de réorganiser le réseau régional de la chaîne en fonction des nouvelles régions dessinées par la réforme territoriale de 2014,,.
Pour se conformer au nouveau découpage administratif, issu de la réforme territoriale de 2014 et à la volonté de doubler le temps d'antenne des programmes régionaux, la direction de France Télévisions annonce, le 15 décembre 2016, une réorganisation de son réseau régional pour le 1er janvier 2017. Les 4 pôles de gouvernance, provenant du découpage de 2009, sont abandonnés au profit de 13 directions régionales, correspondant aux limites administratives des régions de la réforme territoriale de 2014. Les 24 antennes de proximité sont maintenues au sein des 13 directions régionales,.
En décembre 2018, la retouche de l'image d'une pancarte anti-Macron brandie lors de la mobilisation des Gilets jaunes suscite de nombreux commentaires dans les médias,. La présidente de France Télévisions Delphine Ernotte fait savoir que des « sanctions » seraient prises estimant qu'il s'agit de « faits graves ». Le CSA est saisi.

### Depuis 2025:icioufrance.tv
En octobre 2023, France Télévisions annonce le rapprochement progressif de France Bleu et de France 3 sous la marque commune « Ici », toutefois pour la télédiffusion nationale, France 3 adopte la marque unique des chaînes du groupe public France Télévisions, « france.tv ».

## Identité graphique

### Habillages et logos

#### 1992-2002
Le 7 septembre 1992, la nouvelle chaîne France 3 est dotée d'un logo conçu par l'agence Gédéon : le chiffre « 3 » en bleu avec le mot « France » inscrit dans la partie supérieure du chiffre. Les jingles et bandes-annonces divisent l'écran en trois bandes horizontales égales dont les deux supérieures affichent des paysages naturels de la France. Cet habillage reste à l'antenne pendant huit ans, les paysages évoluant au fil des saisons et des années. Seules les bandes-annonces changent en 1998 pour montrer des animaux et des plantes en très gros plan. En octobre 2000, l'habillage évolue en douceur : les trois bandes horizontales ne sont plus de la même taille (celle du milieu est plus petite) et les paysages ne sont plus seulement naturels, mais également urbains.

Premier logo de France 3 (1992-2002)
Logo de France 3 du 7 septembre 1992 au 6 janvier 2002.

#### 2002-2018
Le 7 janvier 2002, le groupe France Télévisions adopte une nouvelle identité visuelle conçue par l'agence Gédéon. France 3 est dotée d'un nouveau logo similaire aux autres chaînes : un trapèze de couleur bleu avec le chiffre « 3 » inscrit en blanc à l'intérieur le long du côté droit. Le logo a cependant une particularité : le chiffre « 3 » n'est pas écrit avec la nouvelle police d'écriture du groupe, mais garde celle de l'ancien logo. Le 8 septembre 2003, la chaîne change son habillage. Les Jingle pub mettent en scène des animaux dessinés au crayon blanc s'animant dans des paysages naturels avec une musique d'ambiance. Ces derniers évoluent au fil des saisons et le 20 mars 2006, les animaux sont remplacés par des plantes.
Le 7 avril 2008, le logo de France 3 change avec l'ajout d'un effet 3D,. Si le logo en 3D apparait à l'antenne, l'ancienne formule en 2D reste toujours utilisée pour les publications imprimées de la chaîne. Le 5 janvier 2009, France 3 se dote d'un nouvel habillage conçu par l'agence Dream On. Les idents et jingles pub mettent en scène des personnages menant des actions de la vie quotidienne. Pour créer un décalage visuel, ces derniers sont placés dans des paysages naturels contemplatifs. Le 5 septembre 2011, France 3 adopte un nouvel habillage de l'agence Gédéon. L'écran est divisé en 24 cases représentant les 24 rédactions régionales de la chaîne. Chaque case contient un extrait vidéo différent, qui juxtaposés forment une seule image représentant une personne dans une action de la vie quotidienne. Cet habillage s'inspire du dadaïsme et du travail du photographe David Hockney,.
France 3 met régulièrement en place des habillages temporaires pour des évènements ou des périodes spéciales. Chaque été, la chaîne propose un habillage spécifique. En 2013, les jingles mettent en scène des animaux sauvages au comportement humain animés en 3D dans des décors photo-réalistes. En 2014 puis en 2015, de nouveaux animaux sont mis en scène. Ces habillages ont un certain succès public (notamment les célèbres marmottes, régulièrement plébiscitées) et sont plusieurs fois récompensés par les professionnels du secteur,. Du 31 décembre 2012 au 13 janvier 2013 et du 29 juin au 11 août 2013, France 3 diffuse des jingles conçus par l'agence Demoiselles à l'occasion de ses 40 ans d'existence. Un logo évènementiel est également créé à partir de l'ancien logo de France Régions 3,. Le 4 janvier 2016, France 3 remet son logo en 2D. Le logo en 3D est encore très peu utilisé.

Deuxième logo de France 3 (2002-2018)
Logo de France 3 lors du passage à la diffusion 24h/24h, du 7 janvier 2002 au 7 avril 2008 et alternatif du 4 janvier 2016 au 28 janvier 2018.
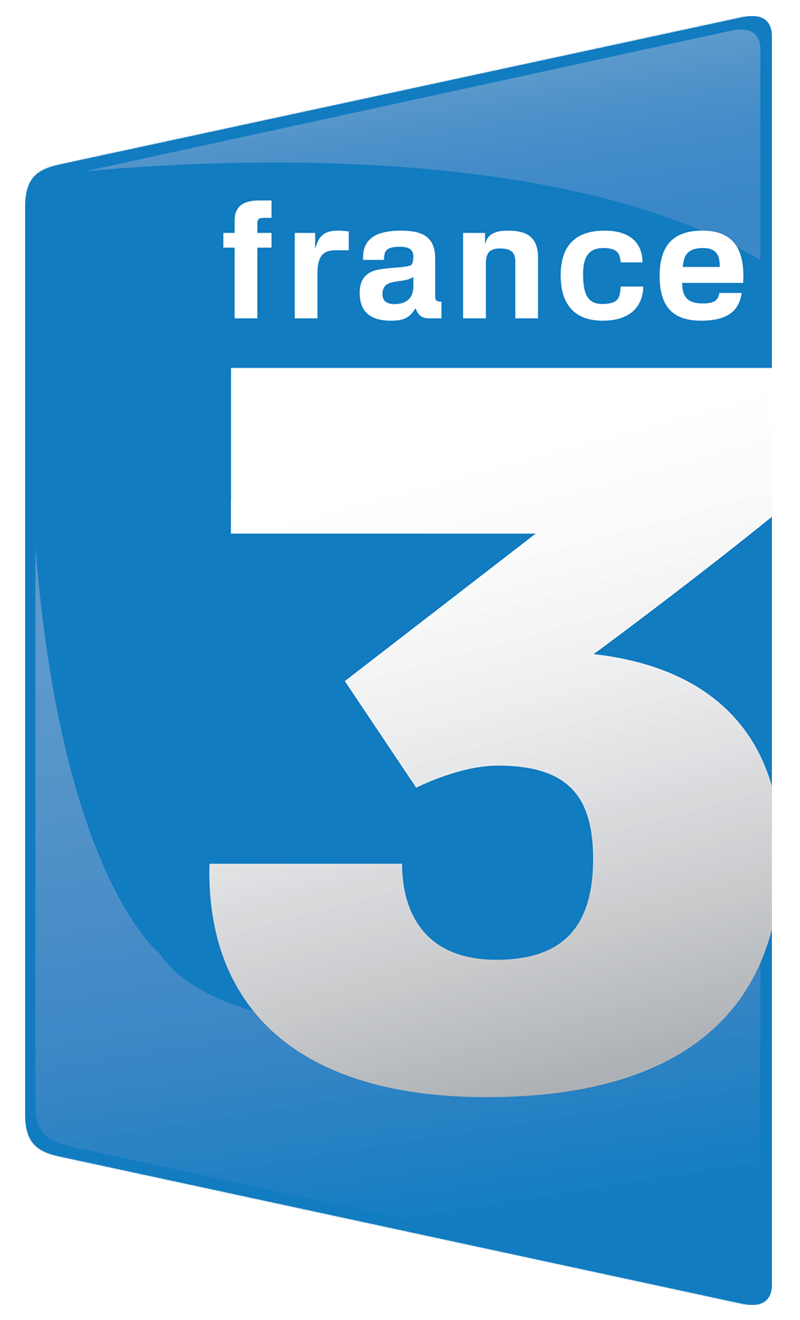
Logo de France 3 lors de l'arrivée en 16:9, du 7 avril 2008 au 28 janvier 2018.
Logo de France 3 du 4 janvier 2016 au 28 janvier 2018 à l'antenne.

#### Depuis 2018
Le 8 décembre 2017, France Télévisions dévoile les nouveaux logos de ses chaînes, qui ont été mises à l'antenne depuis le 29 janvier 2018.
Le 29 janvier 2018, pendant une rediffusion du jeu (Le Grand Slam), une bande-annonce ainsi que le nouveau logo apparait à la fin. Ce nouveau logo voit le jour lors d'un coming next pour le bloc de programmes Ludo. Des jingles pubs (version Hiver) feront leur apparition à partir des émissions régionales et locales comme 9 h 50 le matin et Ludo, quant à lui, se dote d'un nouveau générique, d'un nouvel habillage et d'un nouveau logo.

Troisième logo de France 3 (2018-)
Logo de France 3 depuis le 29 janvier 2018.
Logo alternatif de France 3 depuis le 29 janvier 2018.

#### Autres logos

Logo de France 3 HD du 23 mai 2010 au 26 avril 2016.
Logo évènementiel de France 3 à l'occasion de ses 40 ans du 5 au 13 janvier 2013.
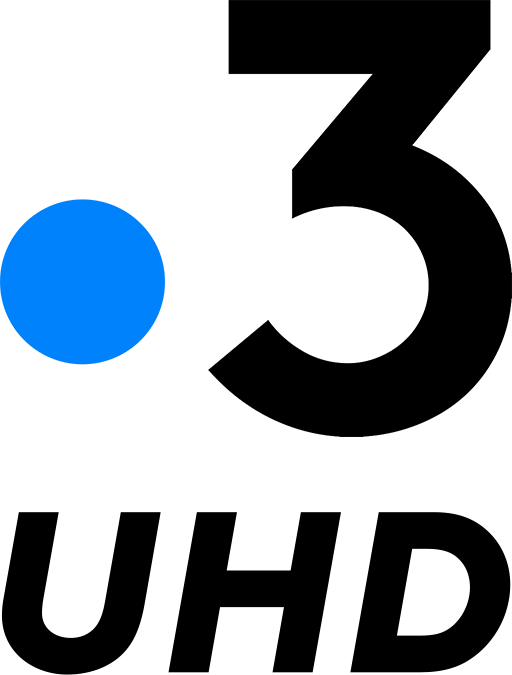
Logo de France 3 UHD du 10 juillet 2024- au 10 septembre 2024.
Logo de france•tv à partir du 6 juin 2025.

### Slogans
- Septembre 1992 : « France 3, la télé qui prend son temps. »
- 1995 : « France 3, le meilleur de l'instant. »
- 2000 : « France 3, meilleure chaîne d'info en France. »
- 2002 : « France 3 : De près, on se comprend mieux[36]. »
- 2006 : « Avec France 3, la télé nous inspire. »
- 2008 : « France 3 : Toujours là avec vous. »
- 2010 : « France 3 : Avec vous, à chaque instant. »
- Octobre 2012 : « Vous êtes au bon endroit[37]. »
- Janvier 2013 : « Depuis 40 ans, vous êtes au bon endroit[38]. »
- Novembre 2013 : « Nos régions nous inspirent, nos régions vous inspirent[39]. »
- Septembre 2018 : « Sur France 3, vous êtes au bon endroit. »
- 2021 : « Nos différences font notre lien[40]. »

## Organisation

### Dirigeants
France 3 est présidée depuis sa création le 7 septembre 1992 par le président-directeur général de France Télévisions. Depuis janvier 2013 et la suppression du poste de directeur général, la chaîne est dirigée par le directeur de l'antenne et des programmes.

#### Présidents-directeurs généraux
- PDG de France Télévisions depuis le 7 septembre 1992.

#### Directeurs généraux
- Dominique Alduy : 7 septembre 1992 – décembre 1993[42]
- Xavier Gouyou-Beauchamps : janvier 1994 – 2 juin 1996[43],[44]
- Michel Blanc : 15 juin 1996 - 25 janvier 1997[45]
- Philippe Levrier : 25 janvier 1997 – juin 1999[46],[47]
- Jean Réveillon (intérim) : juin 1999 - novembre 1999[48]
- Rémy Pflimlin : novembre 1999 - 25 août 2005[48]
- Geneviève Giard : 25 août 2005 – 4 janvier 2010[49],[50]
- François Guilbeau : 21 octobre 2010 – janvier 2013[51]

#### Directeurs de l'antenne et des programmes
- Jean-Pierre Cottet : janvier 1994 – juin 1996[52]
- Jean Réveillon : août 1998 – novembre 1999[53]
- Poste séparé en deux distincts : novembre 1999 - août 2011
- Thierry Langlois : 18 août 2011 – 10 juin 2014[54]
- Dana Hastier : 10 juin 2014 - 2018[55]
- Philippe Landré : depuis 2018

### Capital
Du 7 septembre 1992 au 4 janvier 2010, France 3 est une société nationale de programme publique détenue à 100 % par l'État français. Elle fait partie du groupement puis du groupe holding France Télévisions.
Depuis le 4 janvier 2010, France 3 a perdu son statut de société pour devenir une simple chaîne éditée par la nouvelle entreprise commune, France Télévisions, dont le capital est détenu à 100 % par l'État français via l'agence des participations de l'État (APE).

### Missions
Les missions de France 3 sont précisées dans le cahier des charges de France Télévisions, fixé par le décret no 2009-796 du 23 juin 2009.

« France 3 est une chaîne nationale à vocation régionale et locale, une chaîne de la proximité, du lien social et du débat citoyen. La programmation de France 3 contribue à la connaissance et au rayonnement des territoires et, le cas échéant, à l'expression des langues régionales. Dans un monde globalisé, elle offre à chacun la possibilité de réfléchir sur ses racines tout en suivant l'évolution de la société contemporaine en ouvrant une fenêtre sur le monde. La chaîne accentue sa couverture du territoire et amplifie ses efforts sur l'information régionale, le magazine, le documentaire et la fiction originale.
France 3 reflète la diversité de la vie économique, sociale et culturelle en région et grâce aux décrochages régionaux, y compris aux heures de grande écoute, dont les programmes peuvent être repris au niveau national. »

— Article 3 du décret no 2009-796 du 23 juin 2009.
Au travers de France 3 Cinéma, France 3 produit et/ou coproduit bon nombre de longs-métrages français chaque année. Cette politique de financement s'inscrit dans le cadre de l'obligation de financement du cinéma par certaines chaînes de télévision.

### Siège
Le premier siège de France 3 est situé à la maison de la Radio, au 116 avenue du Président-Kennedy dans le XVIe arrondissement de Paris, tandis que sa rédaction nationale est installée au 28 cours Albert-Ier dans le VIIIe arrondissement, de 1992 au 14 août 1998.
Depuis le 15 août 1998, France 3 est installée au siège de France Télévisions, au 7 esplanade Henri-de-France dans le XVe arrondissement de Paris.

Sièges de France 3
Siège de France 3 à la maison de la Radio à Paris de 1992 au 14 août 1998.
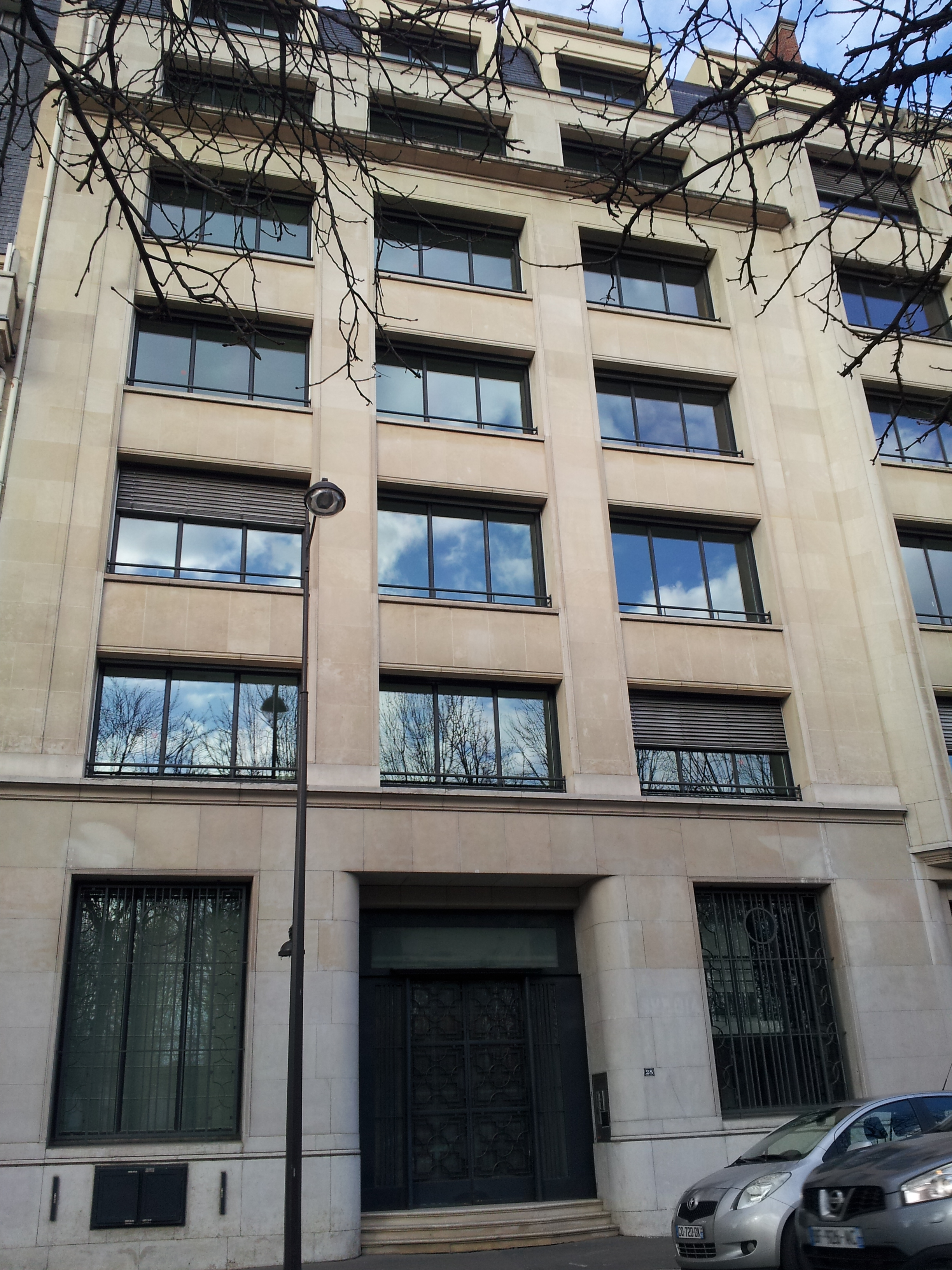
Siège de la rédaction nationale de France 3 au 28 cours Albert-Ier à Paris de 1992 au 14 août 1998.
Siège de France Télévisions au 7 esplanade Henri-de-France à Paris depuis le 15 août 1998.

## Réseau régional
De 1992 à 2010, France 3 compte 13 directions régionales : France 3 Alsace, France 3 Aquitaine, France 3 Bourgogne Franche-Comté, France 3 Corse, France 3 Limousin Poitou-Charentes, France 3 Lorraine Champagne-Ardenne, France 3 Méditerranée, France 3 Nord-Pas-de-Calais Picardie, France 3 Normandie, France 3 Ouest, France 3 Paris Île-de-France Centre, France 3 Rhône-Alpes Auvergne et France 3 Sud. Elles sont associées à 12 centres dits « excentrés » puis sont épaulées par plusieurs rédactions locales produisant des journaux télévisés.
Depuis le 4 janvier 2010, une nouvelle organisation du réseau régional de France 3 a été mise en place dans le cadre de la réforme du groupe France Télévisions en une entreprise unique. Le réseau compte 24 antennes de proximité chargées de produire des programmes régionaux et locaux, notamment d'information. Elles sont réunies sous 4 pôles de gouvernance qui gèrent les finances, les ressources humaines et la logistique : France 3 Nord-Est basé à Strasbourg, France 3 Nord-Ouest basé à Rennes, France 3 Sud-Ouest basé à Bordeaux et France 3 Sud-Est basé à Marseille. La Corse possède sa propre direction territoriale à Ajaccio.
Certaines antennes de proximité diffusent des éditions locales consacrées à l'actualité d'une ville ou d'un territoire précis. Elles peuvent également proposer des programmes en langues régionales, comme l'alsacien, le basque, le breton, le catalan, le corse et l'occitan. Pendant les décrochages régionaux, le programme France 3 Régions est diffusé sur l'antenne nationale accessible sur le satellite, le câble et le Web.
En 2013, les décrochages régionaux représentent 9,6 % de l'antenne de France 3, soit 3 heures par jour. Ils sont présents dans les journaux télévisés 12/13 et 19/20, ainsi que dans plusieurs tranches horaires de la grille des programmes : deux heures le matin en semaine, une demi-heure le samedi matin et une heure l'après-midi, une demi-heure le dimanche après-midi, et une fois par mois le vendredi en deuxième partie de soirée,.
La chaîne se réorganise le 1er janvier 2017 pour s’adapter à la réforme territoriale : « Nous voulons doubler l’offre régionale de France 3, à l’horizon 2020 », annonce fin 2016 Yannick Letranchant, directeur délégué.
Le 27 septembre 2017, les éditions régionales et locales de France 3 sont en grève.
À partir du 5 février 2018, une semaine après la nouvelle identité de France Télévisions, les journaux se doteront d'un nouveau générique, d'un nouveau décor et d'un nouveau décrochage et raccrochage pour les régions et locales de France 3.
A titre exceptionnel, de mi-mars à mi-mai 2020, l'ensemble des journaux régionaux ont été mutualisés en 11 entités spécifiques, afin de répondre à la mutualisation des régions et réduction des effectifs en plateaux en raison du confinement national : Auvergne/Rhône-Alpes (Alpes, Auvergne et Rhône-Alpes), Bourgogne/Franche-Comté (Bourgogne et Franche-Comté), Corse, Grand-Est (Alsace, Champagne-Ardennes et Lorraine), Hauts-de-France (Nord-Pas de Calais et Picardie), Ile-de-France, Normandie (regroupant secteur Caen et secteur Rouen, deux éditions Normandie anciennement et respectivement Basse et Haute Normandie), Nouvelle-Aquitaine (Aquitaine, Limousin et Poitou-Charente), Occitanie (Languedoc-Roussillon et Midi-Pyrénées), Provence-Alpes Côte d’Azur (Provence-Alpes et Côte d'Azur), et une entité spéciale n'existant pas habituellement nommée Grand-Ouest (regroupant uniquement pendant les périodes de mutualisation les éditions Bretagne, Centre-Val-de-Loire et Pays-de-la-Loire). Cette mutualisation a repris pour une durée de 4 semaines à partir du samedi 3 avril 2021 à 12h, supprimant ainsi provisoirement l'ensemble des éditions locales habituelles, ainsi que les éditions locales de proximité créées en 2020 et 2021 (respectivement à 11h53, 18h53 pour les éditions de proximité en semaine et le 18h30 en semaine). L'information mutualisée reprend également le samedi 8 janvier 2022 jusqu'au dimanche 30 janvier 2022.
| Direction régionale        | Antennes régionales | Date de création  |
| -------------------------- | --- | ----------------- |
| Auvergne-Rhône-Alpes       | France 3 Alpes Diffusée dans l'Isère, la Savoie et la Haute-Savoie en français. | 6 février 1968    |
| Auvergne-Rhône-Alpes       | France 3 Auvergne Diffusée en Auvergne (l'Allier, le Cantal, la Haute-Loire, et le Puy-de-Dôme) en français. | 17 septembre 1964 |
| Auvergne-Rhône-Alpes       | France 3 Rhône-Alpes Diffusée dans l'Ain, l'Ardèche, la Drôme, la Loire et le Rhône en français. Éditions locales : Grand Lyon, Saint-Étienne. | 8 novembre 1954   |
| Bourgogne-Franche-Comté    | France 3 Bourgogne Diffusée en Bourgogne en français. | 29 octobre 1965   |
| Bourgogne-Franche-Comté    | France 3 Franche-Comté Diffusée en Franche-Comté en français. | 29 octobre 1965   |
| Bretagne                   | France 3 Bretagne Diffusée en région Bretagne en français et en breton. Éditions locales : An Taol Lagad, Iroise, Itinéraire. | 2 février 1966    |
| Centre-Val de Loire        | France 3 Centre-Val de Loire Diffusée en région Centre-Val de Loire en français. Éditions locales : Berry, Orléans, Touraine | 30 janvier 1964   |
| Corse                      | France 3 Corse Diffusée dans la collectivité territoriale de Corse en français et en corse. | 16 décembre 1982  |
| Corse                      | France 3 Via Stella Diffusée sur le satellite et dans la collectivité territoriale de Corse en français et en corse. | 30 octobre 2007   |
| Grand Est                  | France 3 Alsace Diffusée en Alsace en français et en alsacien. Édition locale : Haute-Alsace. | 15 octobre 1953   |
| Grand Est                  | France 3 Champagne-Ardenne Diffusée dans les Ardennes, l'Aube, la Marne et la Haute-Marne en français. | 25 février 1965   |
| Grand Est                  | France 3 Lorraine Diffusée en Lorraine en français. Éditions locales : C'est en Lorraine, Metz. | 12 février 1965   |
| Hauts-de-France            | France 3 Nord-Pas-de-Calais Diffusée dans le Nord et le Pas-de-Calais en français. Édition locale : Côte d'Opale. | 10 avril 1950     |
| Hauts-de-France            | France 3 Picardie Diffusée dans l'Aisne, l'Oise et la Somme en français. | 10 avril 1967     |
| Île-de-France              | France 3 Paris Île-de-France Diffusée en région Île-de-France en français. | 30 janvier 1964   |
| Normandie                  | France 3 Normandie Caen Diffusée en région Normandie (Calvados, Manche, Orne) en français. | 1966              |
| Normandie                  | France 3 Normandie Rouen Diffusée en région Normandie (Seine-Maritime, Eure) en français Édition locale: Baie de Seine | 27 novembre 1964  |
| Nouvelle-Aquitaine         | France 3 Aquitaine Diffusée en Dordogne, Gironde, dans les Landes, le Lot-et-Garonne et les Pyrénées-Atlantiques. en français, en occitan et en basque. Éditions locales : Bordeaux-Métropole, Euskal Herri - Pays basque, Pau Sud-Aquitaine, Périgords.    | 1962              |
| Nouvelle-Aquitaine         | France 3 Limousin Diffusée en Corrèze, Creuse et Haute-Vienne en français. Édition locale : Pays de Corrèze. | 1er novembre 1965 |
| Nouvelle-Aquitaine         | France 3 Poitou-Charentes Diffusée en Charente, Charente-Maritime, Deux-Sèvres et Vienne en français. Édition locale : La Rochelle. | 4 janvier 2010    |
| Nouvelle-Aquitaine         | France 3 NoA Diffusée uniquement sur les réseaux câblés, en télévision IP et en streaming sur internet en occitan, basque et poitevin-saintongeais. | 11 septembre 2018 |
| Occitanie                  | France 3 Languedoc-Roussillon Diffusée dans l'Aude, le Gard, l'Hérault, la Lozère et les Pyrénées-Orientales en français, en occitan et en catalan. Éditions locales : Montpellier, Pays Catalan, Pays Gardois.                                             | 4 janvier 2010    |
| Occitanie                  | France 3 Midi-Pyrénées Diffusée en Ariège, Aveyron, Haute-Garonne, dans le Gers, le Lot, les Hautes-Pyrénées, le Tarn et le Tarn-et-Garonne en français, en occitan et en catalan. Éditions locales : Edicion Occitana, Quercy-Rouergue, Tarn, Toulouse.    | décembre 1957     |
| Pays de la Loire           | France 3 Pays de la Loire Diffusée en région Pays de la Loire en français. Édition locale : Estuaire, Maine. | 2 février 1964    |
| Provence-Alpes-Côte d'Azur | France 3 Côte d'Azur Diffusée en région Provence-Alpes-Côte d'Azur dans le département des Alpes-Maritimes et la moitié Est du Var en français et en provençal. Édition locale : Nice.                                                                      | 20 février 1964   |
| Provence-Alpes-Côte d'Azur | France 3 Provence-Alpes Diffusée en région Provence-Alpes-Côte d'Azur dans les départements des Bouches-du-Rhône, du Vaucluse, des Alpes-de-Haute-Provence et la moitié Ouest du Var en français et en niçois. Éditions locales : Marseille, Var en direct. | 20 septembre 1954 |

## Programmes
France 3 propose trois sessions d'information par jour jusqu'au 25 août 2019, et propose depuis le 26 août 2019 et l'arrêt du Soir 3 (remplacé par le 23h de FranceInfo) deux sessions d'information par jour, au sein desquelles s'insèrent les éditions d'information régionales et locales. Elle propose également plusieurs bulletins météo par jour.
La chaîne programme des magazines aux thèmes divers : l'actualité, la politique, la culture, le sport, la cuisine... Elle diffuse également des entretiens avec des personnalités et des talk-show. Une partie de sa programmation est axée sur la découverte, que ce soit sous forme de magazines de reportages ou de séries documentaires. Elle diffuse aussi des programmes de divertissement, comme des émissions musicales, des émissions d'humour et des jeux télévisés.
France 3 est également présente dans la fiction, avec la diffusion de films, de séries télévisées et de téléfilms français ou étrangers. Contrairement aux autres chaînes, ses productions se déroulent souvent en région, dans la campagne ou dans une grande agglomération, et non dans la capitale française.
La chaîne retransmet des concerts, notamment de la musique classique. Elle retransmet également des compétitions sportives dans leur intégralité ou non. Elle participe à la diffusion de grands évènements sportifs internationaux en complément des autres chaînes du groupe France Télévisions, notamment France 2, comme pour les Jeux olympiques d'été et d'hiver, Roland-Garros et le Tour de France.
France 3 compte plusieurs programmes emblématiques qui ont été ou sont encore diffusés sur son antenne : Thalassa (depuis 1975), Stade 2 (depuis 2019), Questions pour un champion (depuis 1988), Faut pas rêver (depuis 1990), La Carte aux trésors (depuis 1996), Des racines et des ailes (depuis 1997), Des chiffres et des lettres (depuis 2006) ...
Tous les matins, France 3 diffuse le bloc d'émissions pour enfants Okoo (depuis le 9 décembre 2019). Tandis que France 5 diffuse des programmes préscolaires, France 3 cible les grands publics[Qui ?]. (Okoo est diffusé tous les jours sur France 4).
À partir du 31 août 2020, afin de remplacer certaines émissions de la chaîne France Ô qui cesse d'être diffusée, France 3 diffuse chaque matin deux programmes sur les outre-mer (Outre-mer le mag et Outre-mer l'info).

## Présentateurs et journalistes

### Actuels
- Julie Andrieu (depuis 2009)
- Stéphane Bern (depuis 2019)
- Faustine Bollaert (depuis 2019)
- Wendy Bouchard (depuis 2016)
- Carolina De Salvo (depuis 2017)
- Michel Drucker (depuis 2022)
- Samuel Étienne (depuis 2008)
- Cyril Féraud (depuis 2009)
- Carole Gaessler (1996-1998 / depuis 2008)
- Philippe Gougler (depuis 2011)
- Jamy Gourmaud (depuis 1993)
- Matthieu Lartot (depuis 2019)
- Jean-Luc Lemoine (depuis 2019)
- Francis Letellier (depuis 2005)
- Fabien Lévêque (depuis 2018)
- Stéphane Lippert (depuis 2001)
- Kelly Rangama (depuis 2020)
- Laurent Romejko (depuis 2006)
- Willy Rovelli (depuis 2023)
- Mory Sacko (depuis 2021)
- Carinne Teyssandier (depuis 2011)
- Marine Vignes (depuis 2008)
- Julia Vignali (depuis 2024)
- Théo Curin (depuis 2024)

### Anciens
- Sylvain Augier (1992-2005)
- Fanny Agostini (2017-2019)
- Arielle Boulin-Prat (2006-2022)
- Marc Autheman (1992-2002)
- Ali Baddou (2017)
- Fabienne Amiach (1990-2021)
- Georges Beller (1995-2000)
- Pierre Bellemare (1999-2000)
- Valérie Bénaïm (2004-2007)
- Laurent Bignolas (1994-2013)
- Lise Blanchet
- Jean-Michel Blottière (1992-1995)
- Laurence Bobillier (1995-2010)
- Jean-Baptiste Boursier (2019)
- Laurent Boyer (2011-2015)
- Pascal Brunner (1993-1998 / 1999-2000)
- Éric Cachart (1992-1994)
- Patrick de Carolis (1997-2005 / 2012-2014)
- Jean-Marie Cavada (1992-1999)
- Catherine Laborde  (1992-1993)
- Jacques Chancel (1993-2000)
- Henry Chapier (1992-1994)
- Frédéric Courant (1992-2013)
- Dave (2014-2017)
- Alexandre Debanne  (1998-2000)
- Marie Drucker (2005-2011)
- Valérie Durier (2008-2009 / 2012-2013)
- Jean-Pierre Elkabbach (1993)
- Fabrice (1992-1994)
- Jean-Sébastien Fernandes (1995-2007)
- Michel Field  (1999-2000)
- Sébastien Folin (2012-2018/depuis fin 2019)
- Marc-Olivier Fogiel (2000-2006/2015-2019)
- Florian Gazan (2000-2003)
- Céline Géraud (2017-2018)
- Cyril Hanouna (2007-2010)
- Mémona Hintermann-Afféjee (1992-2013)
- Florence Klein (1988-2014)
- Patrice Laffont (1999 / 2009 / 2012-2013)
- Louis Laforge (1995-2016)
- Julien Lepers (1992-2016)
- Patricia Loison (2009-2016)
- Élise Lucet (1992-2011)
- Daniela Lumbroso (2010-2013)
- Yves Lecoq  (2005-2019)
- Valérie Mairesse  (1995-1997)
- Maïté (1992-1999)
- Flore Maréchal (2018-2019)
- Georges Mattéra (1995-2000)
- Eddy Mitchell (1992-1998)
- Vladys Müller (2000-2003)
- Laëtitia Nallet (1998-2011)
- Christine Ockrent (1992-2008)
- Vincent Perrot (1992-1995 / 2004-2006)
- Nancy Sinatra (1993-1994)
- Georges Pernoud (1992-2017)
- Laurent Petitguillaume (1999-2011)
- Audrey Pulvar (2004-2009)
- Michel Pruvot  (1992-2002)
- Sabine Quindou (1999-2012/2018-2019/2020-2023)
- Bernard Rapp (1992-2001)
- Bertrand Renard (2006-2022)
- Bruno Roblès (2008-2009)
- Joël Robuchon (2000-2009 / 2011-2012)
- Pascal Sanchez (1992-2000)
- Natasha St-Pier (2013-2014)
- Frédéric Taddeï (2006-2013)
- Évelyne Thomas (1999-2004)
- Thomas Thouroude (2017-2018)
- Émilie Tran Nguyen (2016-2023)
- Caroline Tresca (1992-1993)
- Richard Tripault (1992-1998)
- Gérard Vives  (1997-1999)
- Tania Young (2011-2014)

## Audiences

### Audiences en France

#### Audiences générales
De sa création en 1992 jusqu'à 2011, France 3 est la 3e chaîne de France en matière d'audience, derrière TF1 et France 2. En 2011, après de nombreuses années de baisse d'audience, elle se fait doubler par M6 et rétrograde à la place de 4e chaîne de France. En 2018, après sept ans de baisse, France 3 remonte et redevient 3e chaîne de France en matière d'audience en repassant devant M6.
Pendant les cinq premières années de son existence, France 3 voit sa part d'audience moyenne annuelle augmenter de 13,6 % en 1992 à 17,7 % en 1996, son plus haut historique. Depuis 1996, l'audience moyenne baisse année après année, perdant trois points en dix ans pour atteindre 14,7 % en 2006. Par la suite, la baisse s'accélère avec la concurrence des nouvelles chaînes de la TNT : la chaîne perd cinq points d'audience en cinq ans, atteignant 9,7 % en 2011. En 2016, elle atteint son plus bas historique avec 9,1 % de part d'audience. En vingt ans, France 3 a ainsi presque divisé par deux sa part d'audience. En 2018, France 3 gagne 0,3 point après sept ans de baisse et redevient la troisième chaîne de France en matière d'audiences.

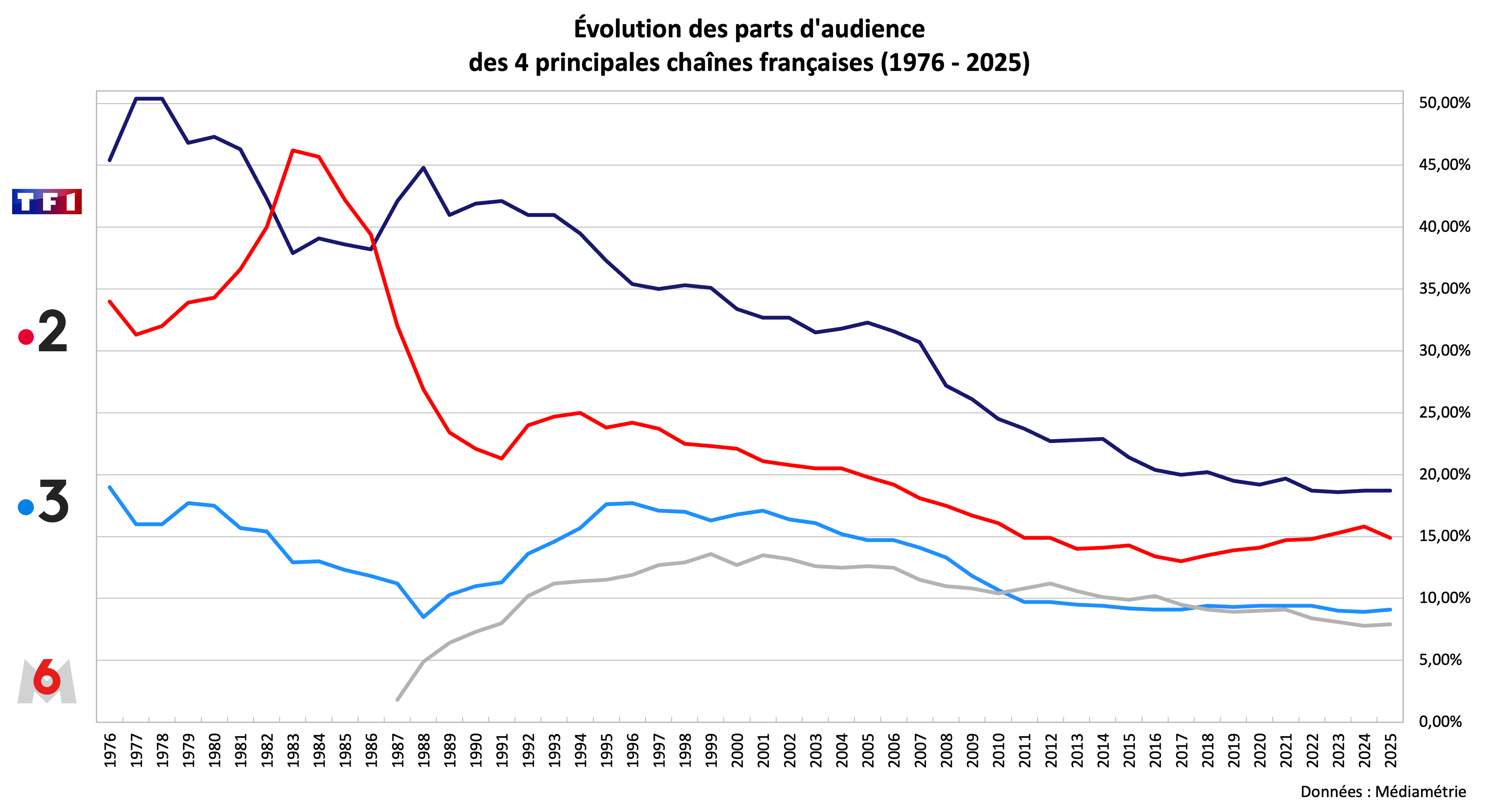
Audiences des quatre principales chaînes françaises de 1976 à 2024.
Part d'audience mensuelle depuis 1996  - Part d'audience mensuelle
  - Moyenne sur les 12 mois précédents
  - Première vague de la TNT (2005–2012)
  - Deuxième vague de la TNT (depuis 2012)

|      | Janvier | Février | Mars   | Avril  | Mai     | Juin   | Juillet | Août   | Septembre | Octobre | Novembre | Décembre | Moyenne annuelle | Rang |
| ---- | ------- | ------- | ------ | ------ | ------- | ------ | ------- | ------ | --------- | ------- | -------- | -------- | ---------------- | ---- |
| 1992 |         |         |        |        |         |        |         |        |           |         |          |          | 13,6 %           | 3e   |
| 1993 |         |         |        |        |         |        |         |        |           |         |          |          | 14,6 %           | 3e   |
| 1994 |         |         |        |        |         |        |         |        |           |         |          |          | 15,7 %           | 3e   |
| 1995 |         |         |        |        |         |        |         |        |           |         |          |          | 17,7 %           | 3e   |
| 1996 |         |         |        |        |         | 17,4 % | 17,8 %  | 18,4 % | 16,8 %    | 17,1 %  | 18,9 %*  | 18,0 %   | 17,7 %*          | 3e   |
| 1997 | 18,8 %  | 17,7 %  | 17,4 % | 16,8 % | 16,8 %  | 16,8 % | 18,0 %  | 18,2 % | 17,0 %    | 17,6 %  | 17,9 %   | 12,3 %   | 17,1 %           | 3e   |
| 1998 | 18,3 %  | 18,0 %  | 17,2 % | 16,8 % | 16,9 %  | 16,8 % | 17,1 %  | 17,2 % | 15,9 %    | 16,7 %  | 17,0 %   | 16,2 %   | 17,0 %           | 3e   |
| 1999 | 16,7 %  | 15,8 %  | 16,3 % | 15,9 % | 16,9 %  | 15,9 % | 17,0 %  | 18,3 % | 15,6 %    | 16,7 %  | 17,0 %   | 16,9 %   | 16,3 %           | 3e   |
| 2000 | 17,6 %  | 16,5 %  | 16,1 % | 16,1 % | 16,0 %  | 16,2 % | 15,9 %  | 17,3 % | 17,8 %    | 16,7 %  | 17,1 %   | 17,7 %   | 16,8 %           | 3e   |
| 2001 | 17,7 %  | 17,2 %  | 17,4 % | 16,9 % | 16,2 %  | 16,1 % | 16,9 %  | 18,4 % | 16,7 %    | 16,8 %  | 16,7 %   | 17,4 %   | 17,1 %           | 3e   |
| 2002 | 17,1 %  | 17,2 %  | 17,1 % | 16,6 % | 16,3 %  | 16,2 % | 16,8 %  | 16,9 % | 16,5 %    | 16,1 %  | 14,4 %   | 15,9 %   | 16,4 %           | 3e   |
| 2003 | 16,7 %  | 16,5 %  | 16,4 % | 16,3 % | 16,3 %  | 16,2 % | 16,1 %  | 17,1 % | 15,7 %    | 15,2 %  | 15,6 %   | 15,7 %   | 16,1 %           | 3e   |
| 2004 | 15,3 %  | 15,1 %  | 15,0 % | 14,6 % | 14,9 %  | 16,6 % | 15,7 %  | 17,1 % | 14,2 %    | 14,6 %  | 14,9 %   | 15,4 %   | 15,2 %           | 3e   |
| 2005 | 14,8 %  | 14,4 %  | 14,4 % | 14,5 % | 14,5 %  | 14,9 % | 14,6 %  | 14,7 % | 14,6 %    | 14,5 %  | 15,1 %   | 15,4 %   | 14,7 %           | 3e   |
| 2006 | 14,7 %  | 16,8 %  | 14,6 % | 14,4 % | 14,6 %  | 13,5 % | 14,0 %  | 15,1 % | 14,3 %    | 14,4 %  | 14,7 %   | 15,4 %   | 14,7 %           | 3e   |
| 2007 | 14,9 %  | 14,5 %  | 14,3 % | 14,2 % | 14,1 %  | 14,0 % | 14,0 %  | 14,9 % | 13,3 %    | 13,3 %  | 13,7 %   | 14,2 %   | 14,1 %           | 3e   |
| 2008 | 13,6 %  | 13,2 %  | 13,8 % | 13,4 % | 13,0 %  | 12,9 % | 13,2 %  | 14,7 % | 12,8 %    | 13,0 %  | 13,1 %   | 12,9 %   | 13,3 %           | 3e   |
| 2009 | 12,3 %  | 12,1 %  | 11,5 % | 12,2 % | 12,1 %  | 12,3 % | 11,7 %  | 12,2 % | 11,2 %    | 11,2 %  | 11,0 %   | 11,5 %   | 11,8 %           | 3e   |
| 2010 | 11,4 %  | 11,2 %  | 11,2 % | 10,5 % | 10,6 %  | 10,5 % | 10,2 %  | 10,9 % | 10,2 %    | 10,1 %  | 10,3 %   | 11,2 %   | 10,7 %           | 3e   |
| 2011 | 10,5 %  | 9,9 %   | 9,7 %  | 9,8 %  | 9,8 %   | 9,6 %  | 10,1 %  | 10,2 % | 9,4 %     | 9,2 %   | 9,3 %    | 9,4 %    | 9,7 %            | 4e   |
| 2012 | 9,5 %   | 9,3 %   | 9,1 %  | 9,1 %  | 9,6 %   | 9,2 %  | 10,8 %  | 12,0 % | 9,6 %     | 9,3 %   | 9,7 %    | 9,4 %    | 9,7 %            | 4e   |
| 2013 | 9,3 %   | 9,3 %   | 9,1 %  | 9,5 %  | 9,3 %   | 9,3 %  | 10,5 %  | 10,0 % | 9,2 %     | 9,6 %   | 9,7 %    | 9,8 %    | 9,5 %            | 4e   |
| 2014 | 9,5 %   | 10,4 %  | 9,3 %  | 9,4 %  | 9,3 %   | 8,9 %  | 9,6 %   | 9,7 %  | 9,1 %     | 9,0 %   | 9,3 %    | 9,4 %    | 9,4 %            | 4e   |
| 2015 | 8,9 %   | 9,2 %   | 9,1 %  | 9,0 %  | 9,0 %   | 9,0 %  | 9,8 %   | 9,9 %  | 9,2 %     | 9,0 %   | 9,0 %    | 9,4 %    | 9,2 %            | 4e   |
| 2016 | 9,1 %   | 8,8 %   | 8,9 %  | 9,1 %  | 8,7 %   | 8,6 %  | 9,2 %   | 10,3 % | 8,9 %     | 8,6 %   | 9,2 %    | 9,3 %    | 9,1 %            | 4e   |
| 2017 | 8,8 %   | 8,8 %   | 9,1 %  | 8,9 %  | 8,2 %** | 8,5 %  | 9,5 %   | 9,4 %  | 9,1 %     | 9,5 %   | 9,5 %    | 9,3 %    | 9,1 %            | 4e   |
| 2018 | 9,2 %   | 10,7 %  | 9,5 %  | 9,4 %  | 9,1 %   | 9,2 %  | 9,3 %   | 9,6 %  | 8,9 %     | 9,5 %   | 9,2%     | 8,9 %    | 9,4 %            | 3e   |
| 2019 | 9,2 %   | 9,0 %   | 9,1 %  | 9,2 %  | 8,9 %   | 9,0 %  | 10,6 %  | 10,1 % | 9,1 %     | 9,2 %   | 9,1 %    | 9,1 %    | 9,3 %            | 3e   |
| 2020 | 9,1 %   | 9,3 %   | 8,5 %  | 8,6 %  | 9,7 %   | 9,6 %  | 10,0 %  | 9,8 %  | 10,3 %    | 9,2 %   | 9,3 %    | 9,6 %    | 9,4 %            | 3e   |
| 2021 | 9,2 %   | 9,1 %,  | 9,1 %, | 8,8 %  | 9,1 %   | 9,5 %  | 10,8 %  | 10,5 % | 9,4 %     | 9,0 %   | 8,9 %    | 9,5 %    | 9,4 %            | 3e   |
| 2022 | 9,4 %   | 10,2 %  | 8,9 %  | 8,6 %  | 8,9 %   | 9,8 %  | 11,1 %  | 10,1 % | 9,5 %     | 9,3 %   | 9,2 %    | 8,3 %    | 9,4 %            | 3e   |
| 2023 | 9,0 %   | 8,9 %,  | 8,9 %, | 9,3 %  | 8,6 %   | 9,1 %  | 10,0 %  | 9,8 %  | 8,6 %     | 8,4 %   | 8,7 %    | 9,2 %    | 9,0 %            | 3e   |
| 2024 | 9,0 %   | 8,3 %   | 8,7 %  | 9,0 %  | 8,4 %   | 8,7 %  | 8,9 %   | 10,7 % | 8,9 %     | 8,7 %,  | 8,7 %,   | 8,9 %    | 8,9 %**          | 3e   |
| 2025 | 8,9 %   | 8,7 %   | 8,6 %  | 9,4 %  |         |        |         |        |           |         |          |          |                  |      |

Source : Médiamétrie
Légende :
- * : maximum historique.
- ** : minimum historique.
- Meilleur score mensuel de l'année.
- Pire score mensuel de l'année.

#### Records d'audiences
Le 12 juin 1998, France 3 réalise un record d'audience historique en diffusant le match de poule France - Afrique du Sud de la coupe du monde de football de 1998. Il est suivi par 13,5 millions de téléspectateurs, soit 55,4 % de part de marché. Ce record est battu six ans plus tard, le 17 juin 2004, avec le match de poule France - Croatie du Championnat d'Europe de football 2004 qui attire quatorze millions de téléspectateurs, soit 55,9 % de part de marché. Le record est de nouveau battu une semaine plus tard, le 25 juin, avec la diffusion du quart de finale France - Grèce suivi par 14,9 millions de téléspectateurs, soit 60,7 % de part de marché.
| Date            | Programme                                                                | Genre        | Téléspectateurs | Part de marché (%) |
| --------------- | ------------------------------------------------------------------------ | ------------ | --------------- | ------------------ |
| 25 juin 2004    | Championnat d'Europe de football 2004 (Quart de finale : France - Grèce) | Sport        | 14 900 000      | 60,7               |
| 17 juin 2004    | Championnat d'Europe de football 2004 (1er tour : France - Croatie)      | Sport        | 14 000 000      | 55,9               |
| 12 juin 1998    | Coupe du monde de football de 1998 (1er tour : France - Afrique du Sud)  | Sport        | 13 500 000      | 55,4               |
| 10 janvier 2006 | Louis la Brocante (Louis et le mystère du viager)                        | Série        | 9 100 000       | 34,5               |
| 7 janvier 2003  | L'Odyssée de l'espèce de Jacques Malaterre                               | Documentaire | 8 700 000       | 34,2               |

### Audiences en Belgique francophone
France 3 est en 2015 la 6e chaîne de la Communauté française de Belgique en termes d'audience, derrière RTL-TVI, La Une, TF1, France 2 et AB3. En 2016, France 3 signe son plus mauvais score en Belgique avec seulement 4,6 % de part de marché.
| 1997 | 1998 | 1999 | 2000 | 2001 | 2002 | 2003 | 2004 | 2005 | 2006 | 2007 | 2008 | 2009 | 2010 | 2011 | 2012 | 2013 | 2014 | 2015 | 2016 |
| ---- | ---- | ---- | ---- | ---- | ---- | ---- | ---- | ---- | ---- | ---- | ---- | ---- | ---- | ---- | ---- | ---- | ---- | ---- | ---- |
| 6,6  | 6,3  | 6,3  | 6,9  | 7,1  | 7,4  | 7,0  | 5,4  | 5,0  | 5,7  | 6,1  | 5,8  | 6,0  | 5,7  | 5,4  | 5,2  | 5,0  | 4,9  | 4,9  | 4,6  |

## Diffusion
France 3 est diffusée sur la télévision numérique terrestre, le câble, le satellite, la télévision IP et en streaming. Comme les autres chaînes publiques de France Télévisions et conformément à la loi no 86-1067 du 30 septembre 1986, les distributeurs de télévision en France ont l'obligation de la reprendre gratuitement dans leurs offres. La chaîne peut également être reçue dans des pays limitrophes : l'Andorre, la Belgique, le Luxembourg, Monaco et la Suisse. De plus, ses programmes sont en partie repris par la chaîne francophone internationale TV5 Monde.
La chaîne émet en français depuis le 7 septembre 1992. Elle commence à diffuser des programmes nationaux au format 16/9 sur le satellite et la TNT parisienne à partir du 15 décembre 2008, avant de passer intégralement à ce format dans toute la France le 27 juin 2009.
France 3 est une chaîne qui compte dans sa grille de programmes des décrochages régionaux assurés par les vingt-quatre antennes de proximité. Les opérateurs peuvent diffuser la version nationale de la chaîne (France 3 Régions) et/ou une, plusieurs ou toutes les antennes de proximité.

### Hertzien
Du 7 septembre 1992 au 30 novembre 2011, date de l'arrêt de la télévision analogique en France, France 3 est alors diffusée sur le troisième réseau analogique terrestre de TDF au standard SÉCAM L à 625 lignes.
France 3 est diffusée en clair sur le multiplex R1 de la télévision numérique terrestre (TNT) au standard MPEG-2 (SDTV) du 31 mars 2005 au 5 avril 2016 et au standard MPEG-4 (HDTV) depuis le 5 avril 2016. Chaque antenne de proximité est diffusée uniquement dans sa région respective. En France d'outre-mer, la version nationale de France 3 est diffusée sur le multiplex ROM1 de la TNT au standard MPEG-4 (SDTV) depuis le 30 novembre 2010.
Dans la principauté d'Andorre, la version nationale de France 3 est diffusée sur la TNT par Andorra Telecom.

### Câble
France 3 et ses antennes de proximité sont diffusées sur le réseau câblé de SFR. En France d'outre-mer, la version nationale est disponible sur les réseaux de SFR Caraïbe et Zeop.
Dans les autres pays francophones, la version nationale est diffusée sur les réseaux câblés belges (SFR Belux, Telenet Group, VOO), luxembourgeois (SFR Belux), monégasque (MC Cable) et suisses (Naxoo, UPC Suisse).
La chaîne est également disponible en Allemagne sur le réseau Vodafone.

### Satellite
Le 21 décembre 1996, France 3 a commencé la diffusion sur le satellite Telecom 2B, la version Sat est arrêtée le 30 novembre 2011.
La chaine et ses antennes de proximité sont diffusées dans les bouquets satellite Canal, Fransat, TNT Sat, Bis Télévisions, et les offres satellites de La TV d'Orange et de SFR TV. En France d'outre-mer, la version nationale est disponible dans les offres de Canalsat Caraïbes, Canalsat Calédonie, Canalsat Réunion, Parabole Maurice, Parabole Réunion et Tahiti Nui Satellite.
Dans les autres pays francophones, la version nationale de France 3 est diffusée par l'opérateur belge et luxembourgeois TéléSAT.
De 2005 à 2016, France 3 est diffusée en clair (free to air) sur le satellite Eutelsat 5 West A.

### Internet
France 3 et ses antennes de proximité sont diffusées en streaming sur le site web de la chaîne et sur le service de télévision de rattrapage france.tv. Elles sont également disponibles via la télévision IP sur la Freebox TV, La TV d'Orange, le Bouquet TV de SFR, la Bbox et la Wibox. En France d'outre-mer, la version nationale est accessible dans les offres de Mediaserv, SFR Caraïbe et Zeop.
Dans les autres pays francophones, la version nationale de France 3 est diffusée par les opérateurs belge (Proximus TV), luxembourgeois (POST Luxembourg) et suisse (Swisscom TV).

#### Pays non-francophones
Dans les pays non francophones, la chaîne est diffusée au Portugal sur le réseau Meo depuis 2019.